# Medinilla speciosa
Medinilla speciosa is een epifytische plant uit de familie Melastomataceae. De soort komt van nature voor op hoogtes tussen de 300 en de 750 m op Borneo en op Java. In Borneo kan de plant gevonden worden bij de Kinabalu in het Maleisische gedeelte van het eiland.

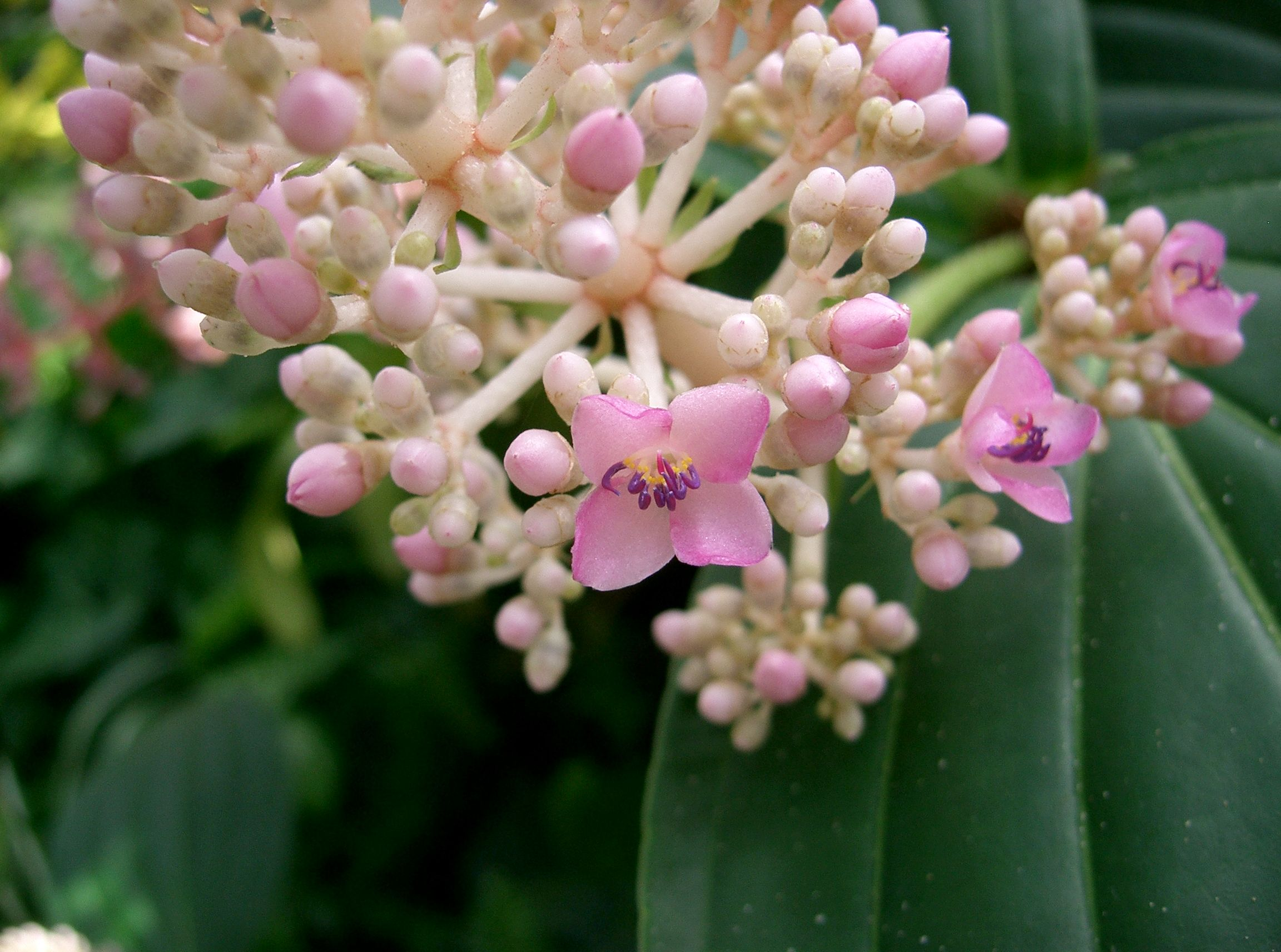
Bloemen